# Bek Balla Mónika
Bek Balla Mónika (Kaposvár, 1969. szeptember 25. –) magyar fotóművész, okleveles üzemgazdász, jogász, kulturális menedzser, manöken.

## Élete
1988-ban végzett a kaposvári Táncsics Mihály Gimnáziumban. 1988–1991 között a BGE Gazdálkodási Kar Zalaegerszeg hallgatója. 1993–1994 Ipari és Kereskedelmi Minisztérium felsőfokú fotómodell és manöken képzése, Budapest résztvevője. 1
994–1995  Budai Fotóklub Fotós-iskola, Budapest, ahol fotóművész végzettségre tesz szert. 1995–1996  Dokumentumfilmes Iskola Fekete Doboz Alapítvány, Budapest. 1999–2000 a MAFILM Rt. által szervezett Produceri Iskolát végzi el.
1998–2003 Pécsett a Janus Pannonius Tudományegyetemen jogász végzettséget szerzett.

## Nyelvtudás
- angol, spanyol

## Egyéni kiállítások
- 1996 – Koncertfotók, Fiatal Művészek Klubja, Budapest
- 1997 – Életképek, Terézvárosi napok, Liszt Ferenc tér, Budapest
- 1998 – Lumen, Hunnia Kávézó, Budapest
- 1999 – Fény-képek, Cafe Mediterran, Budapest
- 2001 – Luna de Lux, Cafe Eklektika, Budapest
- 2010 – SzolidárisVidámpark, Nemzeti Színház Előcsarnoka, Budapest Braun Andrással
- 2013 – Csúszkáló valóságok Pepita Ofélia, Budapest

## Csoportos kiállítások (válogatás)
- 2009 – Fény/Light, Boulevard és Brezsnyev Galéria, Budapest
- 2010 – Homo Ludens, Kolta Galéria, Budapest
  - –  Élő Tűzfalak, Budapest Csoport bemutatkozó kiállítása, N&N Galéria, Budapest
  - – Homo Ludens, 17. Esztergomi Fotográfiai Biennálé, Esztergom, Vármúzeum.
- 2012 – White Zöld Lámpás Galéria, Budapest
- 2013 – Nőnapi kiállítás Pilisvörösvár
- 2015 – Artbázis Jótékonysági fotóárverés és kiállítás Inda galéria, Budapest